# Pawlowsk (Woronesch)
Pawlowsk (russisch Павловск) ist eine Stadt in der Oblast Woronesch (Russland) mit 25.126 Einwohnern (Stand 14. Oktober 2010).

## Geographie
Die Stadt liegt etwa 156 km südöstlich der Oblasthauptstadt Woronesch am linken Ufer des Don, an der Mündung der Ossered.
Pawlowsk ist Verwaltungszentrum des gleichnamigen Rajons.
Die Stadt ist Endpunkt einer Eisenbahnstrecke von Talowaja (an der Strecke Charkiw–Balaschow–Pensa) über Buturlinowka (heute nur Güterverkehr).

## Geschichte
Seit der Mitte des 17. Jahrhunderts existierte an der Mündung der Ossered in den Don eine Militärsiedlung eines in Ostrogoschsk stationierten Regimentes.
Auf Ukas Peters des Großen wurde 1709 die Schiffswerft von Woronesch an diesen Ort verlegt und mit dem Bau einer Festung begonnen. Dieses Jahr gilt als Gründungsjahr des Ortes.
Nach den verschiedenen damaligen Bezeichnungen für den Nebenfluss wurde der Ort Sereda, Ossered oder Osserezkaja genannt.
1711 wurde die Garnison der Paulsfestung (russisch Pawlowskaja krepost) bei Taganrog am Nordufer des Asowschen Meeres nach hier verlegt. Seither wurde die neue Festung ebenfalls so genannt, und der umliegende Ort dementsprechend Pawlowsk.
In der ersten Hälfte des 18. Jahrhunderts war die Festung wichtiger Bestandteil des Verteidigungssystems entlang der Südgrenze des Reiches, der Ort galt als Stadt. In der Stadt wurde ein Palast für den Zaren errichtet; bis 1739 gab es ein Kanonenwerk, bis 1770 eine Pulverfabrik. Danach verlor die Stadt ihre militärische und wirtschaftliche Bedeutung. Ein Großteil der älteren Bauwerke ging durch Brände und Überschwemmungen verloren.
1779 wurde Pawlowsk dennoch Verwaltungszentrum eines Kreises (Ujesds) der Statthalterschaft Woronesch, die später zum Gouvernement Woronesch wurde.
Im Zweiten Weltkrieg stellte der Don im Bereich der Stadt Pawlowsk ab Juli 1942 die Frontlinie dar. Im Januar 1943 wurde die deutsche Wehrmacht von Truppen der Woronescher Front der Roten Armee im Rahmen der Operation Ostrogoschsk-Rossosch vom Don und somit den Stadtgrenzen von Pawlowsk nach Westen zurückgedrängt.

### Bevölkerungsentwicklung
| Jahr | Einwohner |
| ---- | --------- |
| 1897 | 7.202     |
| 1939 | 11.072    |
| 1959 | 12.050    |
| 1970 | 14.819    |
| 1979 | 20.963    |
| 1989 | 25.905    |
| 2002 | 26.365    |
| 2010 | 25.126    |

Anmerkung: Volkszählungsdaten

## Kultur und Sehenswürdigkeiten
In der Stadt sind Teile der ehemaligen Festung erhalten (Erdredouten und Erdwälle von vier Bastionen, die sogenannte Admiralität), außerdem eine Reihe von öffentlichen Gebäuden und Wohnhäusern aus dem 19. Jahrhundert.
Die Christi-Verklärungs-Kathedrale (Преображенский собор/Preobraschenski sobor) stammt aus den Jahren 1780 bis 1786.
Die Stadt besitzt seit 1977 ein Historisches und Heimatmuseum.

## Wirtschaft
In Pawlowsk existieren eine Flussschiffswerft bzw. -repaturwerft sowie Betriebe der Lebensmittel- und Textilindustrie.